# 快慶
快慶（かいけい、生没年不詳）は、鎌倉時代に活動した仏師。運慶とともに鎌倉時代を代表する仏師の一人である。この流派の仏師は多く名前に慶の字を用いるところから慶派と呼ばれる。快慶は安阿弥陀仏とも称し、その理知的、絵画的で繊細な作風は「安阿弥様」（あんなみよう）と呼ばれる。三尺前後の阿弥陀如来像の作例が多く、在銘の現存作も多い。

## 概要

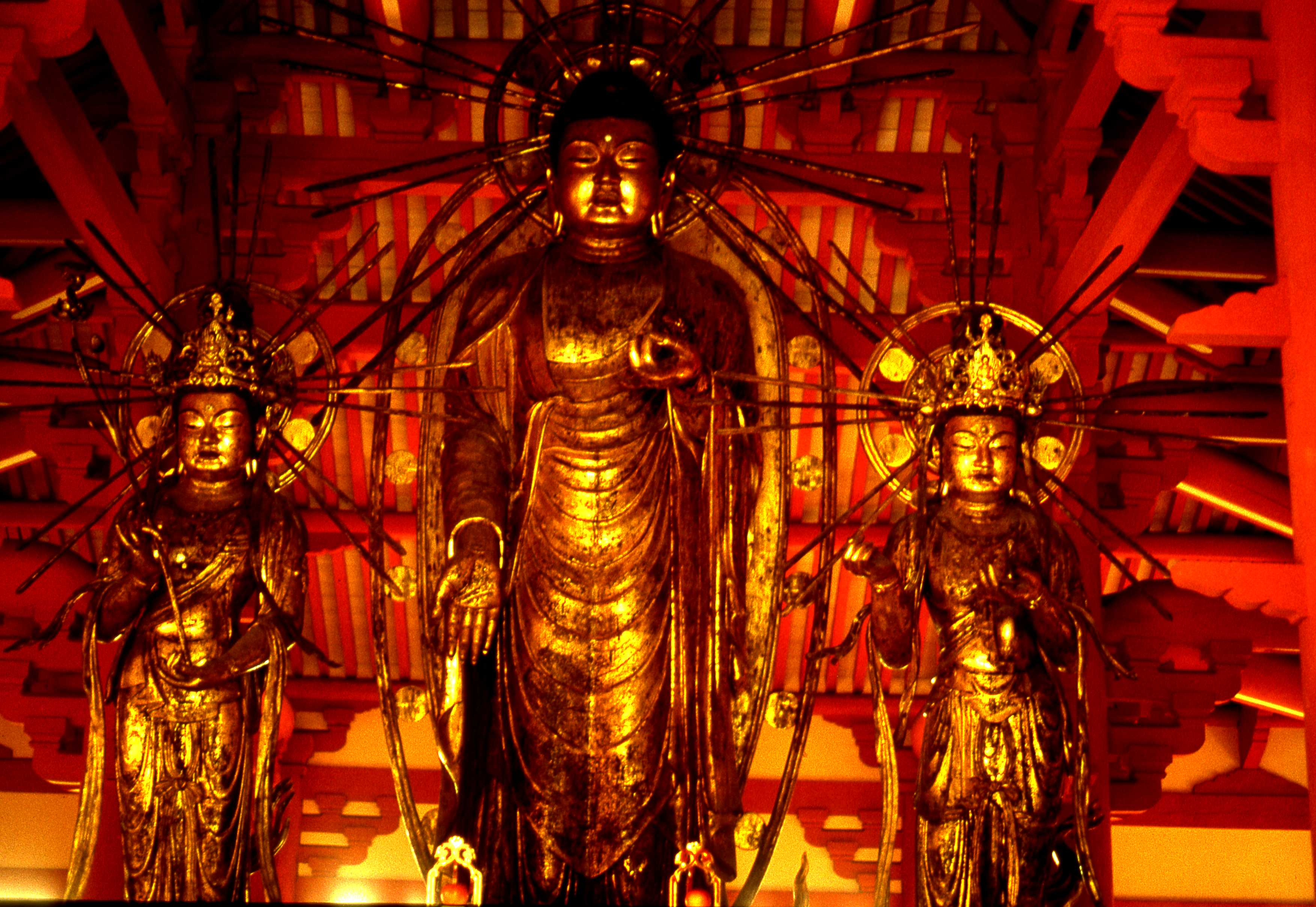
快慶作 阿弥陀三尊像 兵庫県浄土寺

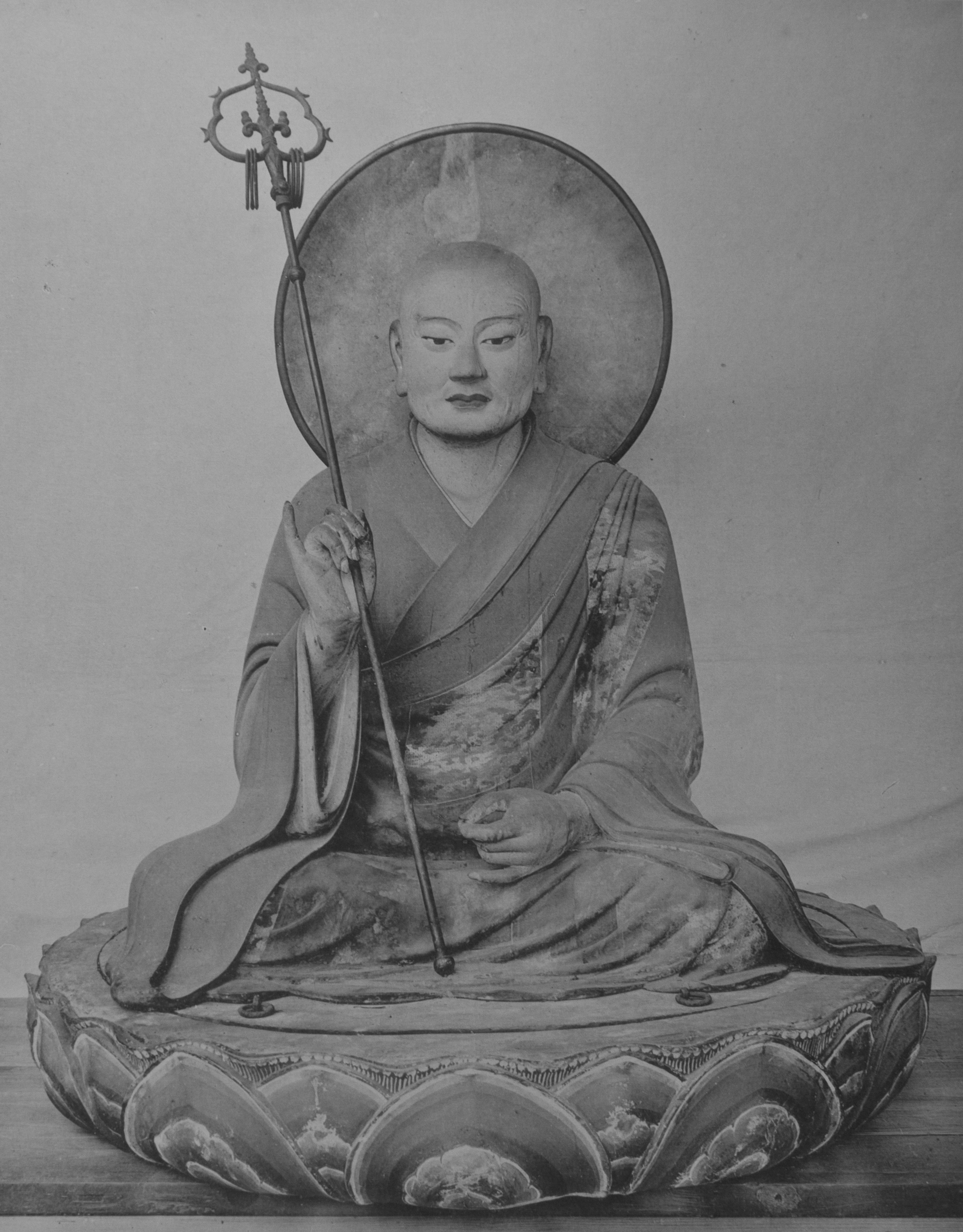
快慶作 僧形八幡神像 東大寺

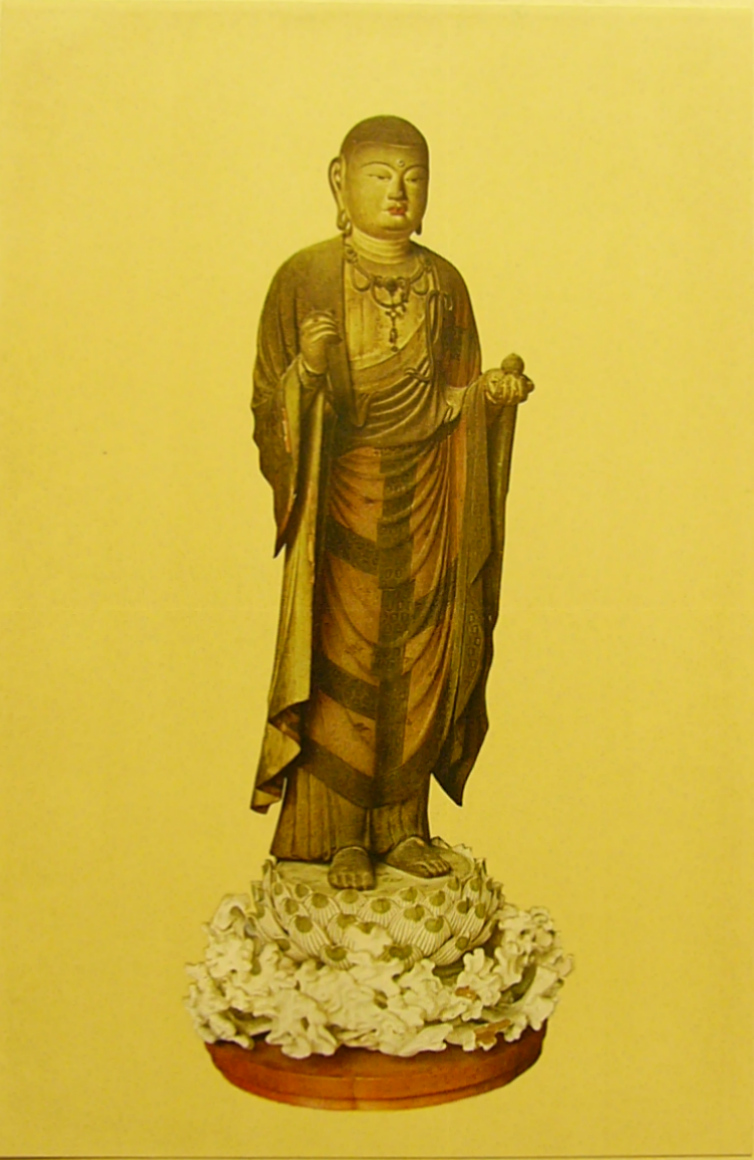
地蔵菩薩像　東大寺

地蔵菩薩像 メトロポリタン美術館

快慶の生没年や出自は明らかでない。史料上の初見は寿永2年（1183年）の「運慶願経」である。「運慶願経」とは、仏師運慶が願主となって制作された法華経で、全8巻のうち巻一は亡失、巻二から巻七が京都・真正極楽寺蔵、巻八が個人蔵（ともに国宝）となっている。この巻八末尾の奥書に結縁者の一人として「快慶」の名が見える。
現存する作品のうちもっとも古いものはボストン美術館蔵（旧興福寺）の弥勒菩薩立像で文治5年（1189年）の作である。この作品には、理知的な表情、細身の体型、絵画的に処理された衣文など、快慶の特徴的な作風がすでに現れている。現存する2番目の作品である醍醐寺三宝院弥勒菩薩坐像（建久3年・1192年）からは作品に「巧匠アン阿弥陀仏」（「アン」は梵字）と銘記するようになる。快慶風の様式の仏像を「安阿弥様」というのはこれによる。この銘記は快慶が法橋の僧位に任じられる建仁3年（1203年）まで続く。快慶は日本の中世以前の仏師の中では例外的に多くの作品に銘記を残している。自ら「巧匠」と名乗っていることとも合わせ、快慶は「作者」としての意識の強い仏師であったことがうかがわれる。また「アン阿弥陀仏」と称し、阿弥陀如来像を多数残していることから、熱心な阿弥陀信仰者であったことがわかる。
快慶は運慶とともに、治承4年（1180年）の平重衡による兵火、いわゆる「南都焼討」で壊滅的な被害を受けた東大寺、興福寺など南都の大寺院の復興造仏事業にたずさわった。建久5年（1194年）には東大寺中門の二天像のうち多聞天像を担当したが、これは現存しない。建仁3年（1203年）には東大寺南大門の金剛力士（仁王）像の造営に運慶らとともに参加している。東大寺での修二会（お水取り）の際、過去帳において快慶は「大仏脇士観音並広目天大仏師快慶法眼」と文字数も長く読み上げられ、功績が際立って大きかった事が示されている。
快慶は東大寺大仏再興の大勧進（総責任者）であった重源と関係が深く、東大寺の僧形八幡神坐像、同寺俊乗堂阿弥陀如来立像など、重源関係の造像が多い。三重・新大仏寺の如来像（もと阿弥陀三尊像だが、江戸時代の土砂崩れで脇侍が失われ、本尊も体部が大破したため、頭部をもとに盧舎那仏坐像に改造）、兵庫・浄土寺の阿弥陀三尊像なども、重源が設置した東大寺別所の造像である。
快慶の作品は、銘記や関係史料から真作と判明しているものだけで40件近く現存し、制作年が明らかなものも多い。また、東大寺、興福寺、醍醐寺のような大寺院だけでなく、由緒の明らかでない小寺院にも快慶の作品が残されている。
快慶の没年は明らかでない。ただし、京都府城陽市・極楽寺の阿弥陀如来立像（快慶の弟子・行快の作）の胎内から発見された文書に嘉禄3年（1227年）の年紀とともに「過去法眼快慶」の文言があることから、この時点で快慶が故人であったことがわかり、この年が快慶死去の下限となる。

## 作品
銘記等から真作と確認されているものの一覧である。「重文」は「重要文化財（国指定）」の略。

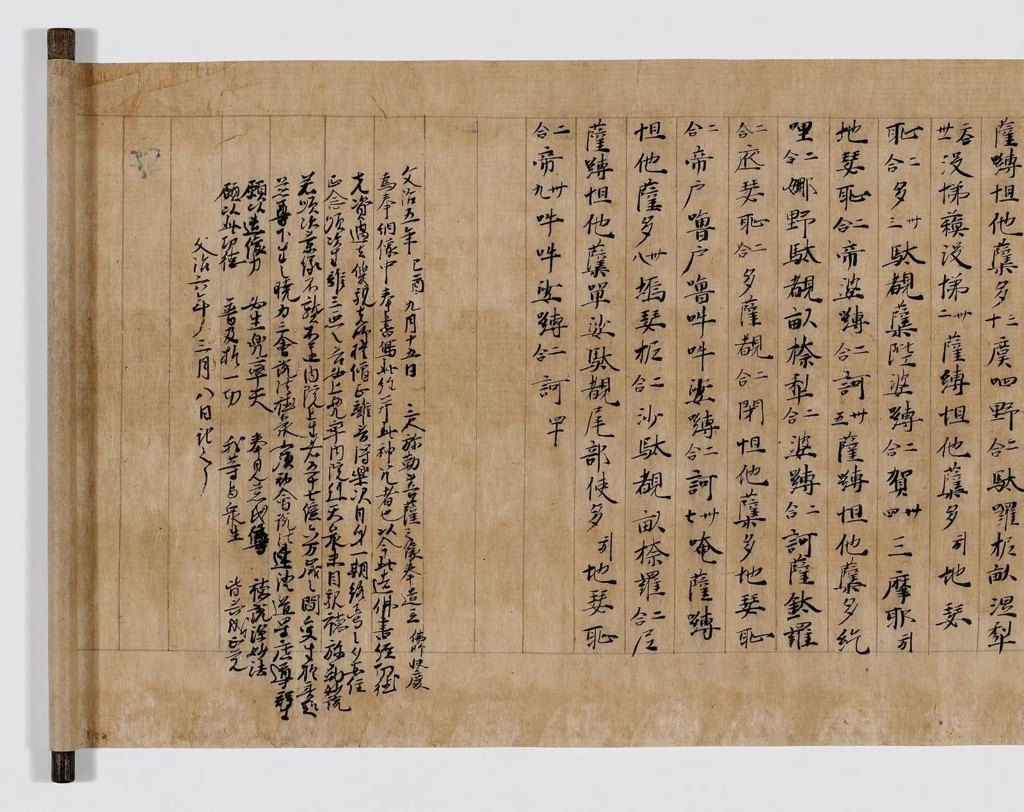
ボストン美術館弥勒菩薩立像内納入経巻奥書

初期（「仏師快慶」銘）
- ボストン美術館　弥勒菩薩立像　1189年（文治5年）（像内納入経巻奥書）興福寺旧蔵。像内には、快慶の奥書がある『弥勒上生経』『宝篋印陀羅尼』が納入されていた。（外部リンク参照）快慶は奥書で、死去した両親と師の安楽の願いも共に書き込んでいる。現在、この巻子本は別に保管され、像内には岡倉覚三（天心）が寄贈した別の巻子が封入されている[4]。

「巧匠安阿弥陀仏」時代
- 醍醐寺三宝院（京都市）弥勒菩薩坐像　1192年（建久3年）（像内朱書） 重文
- 石山寺（大津市）大日如来坐像　1194年（建久5年）頃（像内墨書） 重文
- 遣迎院（京都市）阿弥陀如来立像　1194年（建久5年）頃（足枘墨書） 重文
- 浄土寺（兵庫県小野市）阿弥陀三尊立像　1195 - 1197年（建久6 - 8年）頃（浄土寺縁起） 国宝
- 金剛峯寺（和歌山県高野町）孔雀明王像　1200年（正治2年）（像内朱書[5]、高野春秋） 重文
- 東大寺（奈良市）僧形八幡神坐像　1201年（建仁元年）（像内墨書） 運慶も小仏師として結縁か　国宝
- 耕三寺（広島県尾道市）宝冠阿弥陀如来坐像　1201年（建仁元年）（像内墨書）伊豆山常行堂旧蔵[6] 重文
- 浄土寺　阿弥陀如来立像（裸形像）　1201年（建仁元年）頃（浄土寺縁起） 重文
- 新大仏寺（三重県伊賀市）如来坐像　1202年（建仁2年）（頭部内面墨書）頭部のみ当初のもの 重文
- 東大寺南大門　金剛力士立像　1203年（建仁3年）（阿形像持物の金剛杵内面墨書）  運慶らとの共同制作 国宝
- 東大寺俊乗堂　阿弥陀如来立像　1203年（建仁3年）頃（足枘に「アン」（梵字）の刻銘、東大寺諸集） 重文
- 醍醐寺三宝院　不動明王坐像　1203年（建仁3年）（像内墨書） 重文
- 安倍文殊院（奈良県桜井市）文殊五尊像（大聖老人像を除く）　1201 - 1203年（建仁年間）（文殊像像内墨書） 国宝
- 松尾寺（京都府舞鶴市）阿弥陀如来坐像（頭部内面墨書） 重文
- 西方寺（奈良県山添村）阿弥陀如来立像（足枘墨書） 重文
- 八葉蓮華寺（大阪府交野市）阿弥陀如来立像（足枘・像内墨書） 重文
- 安養寺（奈良県田原本町）阿弥陀如来立像（足枘墨書） 重文
- 遍照光院（和歌山県高野町）阿弥陀如来立像（足枘墨書） 重文
- 真教寺（栃木県足利市）阿弥陀如来立像（像内墨書）
- 東京芸術大学　大日如来坐像（像内墨書）
- 如意寺（京都府宮津市）地蔵菩薩坐像（像内墨書）
- メトロポリタン美術館（ニューヨーク）地蔵菩薩立像（像内墨書） 興福寺伝来[7]
- 金剛峯寺　四天王立像のうち広目天 重文（広目天像足枘墨書および像内納入文書）
- 金剛院（京都府舞鶴市）執金剛神立像（足枘墨書） 重文
- 金剛院（京都府舞鶴市）深沙大将立像（足枘墨書） 重文
- 金剛峯寺（和歌山県高野町）執金剛神立像（像内墨書） 重文（2012年指定）[8]。平成23年（2011年）9月3日、展示中の本像が転倒し一部破損した。この際に出来た開口部にファイバースコープを入れて調査した結果、胎内に『宝篋印陀羅尼』が納入されていることと頸部内面に「ア阿弥陁佛」[9]の墨書があることが判明した。「ア阿弥陀仏」は「アン阿弥陀仏」の書き違いと思われ、快慶の他の作例にも「ア阿弥陀仏」と記されたものがあることなどから[10]、本作も快慶作と考えられる。快慶作の金剛院執金剛神立像が東大寺法華堂像を忠実を模しているのに対し、本像は上半身裸形で右脚を高く挙げるなど、図像的には全く異なっている[11]。ただし、分節的な体部表現（上体が腹部に載っているように見えるなど）や、容貌表現や技法などが金剛院像と近いとする研究者もある[12]。
- 金剛峯寺（和歌山県高野町）深沙大将立像（上記執金剛神立像と対をなす）重文（2012年指定）[8]重源の『南無阿弥陀仏作善集』には、高野山新別所に四天王像（現存、重要文化財）とともに執金剛神像と深沙大将像があったことが記録されており、本像と前出の執金剛神像がこれに該当すると推定される[11]。

「法橋快慶」時代
法橋叙任は1203年（建仁3年）
- 東大寺公慶堂　地蔵菩薩立像（足枘刻銘） 重文
- 大圓寺（大阪市住吉区）阿弥陀如来立像（足枘墨書）

「法眼快慶」時代
法眼叙任は承元2 - 4年（1208 - 1210年）の間
- 東寿院（岡山県瀬戸内市）阿弥陀如来立像　1211年（建暦元年）（足枘墨書） 重文
- 光林寺（奈良県川西町）阿弥陀如来立像　1221年（承久3年）（足枘墨書） 重文
- 光台院（和歌山県高野町）阿弥陀三尊像　1221年（承久3年）頃（中尊足枘刻銘、右脇侍足枘墨書） 重文
- 西方院（奈良市、唐招提寺子院）阿弥陀如来立像（足枘墨書） 重文
- 大行寺（京都市、佛光寺塔頭）阿弥陀如来立像（足枘墨書） 重文
- 圓常寺（滋賀県彦根市）　阿弥陀如来立像（足枘刻銘）重文
- キンベル美術館（アメリカ、フォートワース）釈迦如来立像（足枘墨書）
- 藤田美術館（大阪市）地蔵菩薩立像（足枘墨書） 興福寺伝来[7] 重文
- 随心院（京都市）金剛薩埵坐像（像内朱書） 重文
- 大報恩寺（京都市）十大弟子立像のうち目犍連、優婆離（目犍連像足枘墨書、優婆離像像内墨書） 重文

奈良国立博物館の「特別展 快慶」（2017年開催）では、以下の作品を快慶作としている。
- 悲田院（京都市）宝冠阿弥陀如来坐像[14]
- 正寿院（京都府宇治田原町）不動明王坐像 重文[15]
- 安楽寺 (三重県松阪市) 阿弥陀如来立像[16]

このほか、銘記はないが、作風から快慶作の可能性が高いとされている像として以下のものがある。
- 知恩寺（京都市）阿弥陀如来立像[17]
- 大御堂寺（愛知県美浜町）阿弥陀如来立像[18]
- 醍醐寺霊宝館（京都市）水晶宝龕入り木造阿弥陀如来立像[19]　2002年に発見された。水晶の中に5.5cmの立像がおさめられている。西方寺（奈良県）阿弥陀如来立像と衣の形式が似ているため、快慶作の可能性がある。
- 東善寺（熊谷市）阿弥陀如来立像[20]
- 瀧山寺（愛知県岡崎市）十一面観音菩薩立像[21]